# الشيخ أحمد البان
الشيخ أحمد البان هو كاتب، وروائي، وشاعر، وصحفي موريتاني ولد بمدينة أفلّة الواقعة في ولاية الحوض الغربي، وهو حاصل على جائزة كتارا للرواية العربية عام 2020 في فئة الرواية الغير منشورة عن روايته «وادي الحطب» التي طبعت بعد ذلك، وترجمت إلى اللغة الإنجليزية، نشرت له العديد من المقالات والنصوص الشعرية بعدد من الصحف المحلية والعربية، ومنها صحيفة السراج الإخباري، وصحيفة الإصلاح الموريتانية، ويكتب عمودًا أسبوعيا في خريدة الأخبار إنفو الموريتانية بعنوان «أفانين».

## أعماله ومؤلفاته
كتب الشيخ أحمد البان العديد من المؤلفات التي تنوعت بين النصوص الشعرية، والرواية الطويلة، ومنها:
- وادي الحطب (رواية): صدرت عام 2019 عن دار ميارة للنشر والتوزيع بتونس، وترجمت إلى اللغة الإنجليزية.[4][5]
- قراءة في منهج التفسير عند الإمام الفراهي: صدر عن محاضرة ألقاها في عام 2019.[6]

## الجوائز
حصل الشيخ أحمد البان على عدد من الجوائز الأدبية، ومنها:
- جائزة كتارا للرواية العربية في دورتها الرابعة عام 2020 في فئة الرواية الغير المنشورة عن روايته «وادي الحطب».[7]